# Орлов (Стара Љубовња)
Орлов (слч. Orlov) насељено је мјесто са административним статусом сеоске општине (слч. obec) у округу Стара Љубовња, у Прешовском крају, Словачка Република.

## Становништво
| Година:    | 1994. | 2004.   | 2014.    | 2024.   |
| ---------- | ----- | ------- | -------- | ------- |
| Број људи: | 798   | 763     | 646      | 600     |
| Разлика:   |       | -4,38 % | -15,33 % | -7,12 % |

| Година:    | 2023. | 2024.   |
| ---------- | ----- | ------- |
| Број људи: | 598   | 600     |
| Разлика:   |       | +0,33 % |

Према подацима о броју становника из 2024. године насеље је имало 600 становника.